# Carapa (Venezuela)
Pour les articles homonymes, voir Carapa.
Carapa est la capitale de la paroisse civile de Mamo de la municipalité d'Independencia dans l'État d'Anzoátegui au Venezuela.